# Tasseografie

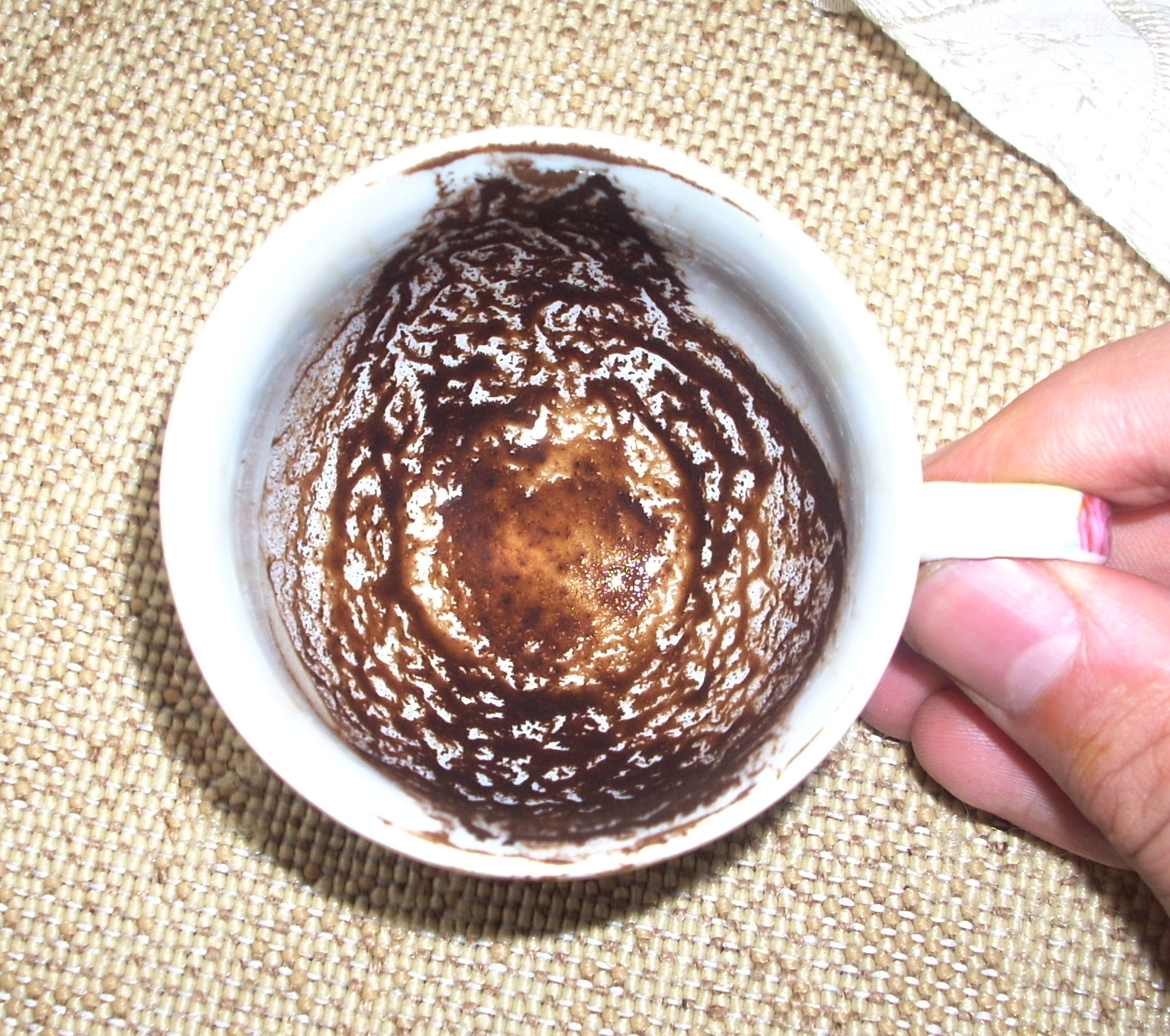
Een kopje met achtergebleven koffiedik

Tasseografie is een zeer oude vorm van waarzeggerij. Hierbij drinkt de client eerst een kop Turkse koffie of thee waarna de waarzegger aan de hand van het achtergebleven koffiedik of de overgebleven theeblaadjes de toekomst van de client kan voorspellen.

## Koffiedik kijken
Vooral het koffiedik kijken of -lezen kent de meeste bekendheid. Toen de koffie in de 17e eeuw zijn intrede deed in Europa werden allerlei magische eigenschappen aan deze drank toegekend en zo raakte ook het koffiedik kijken in zwang.
Na het drinken van de koffie gaat de waarzegger het achtergebleven patroon in het koffiedik interpreteren. Soms wordt de cliënt gevraagd om eerst nog in de drab te roeren of deze op een schoteltje te doen. Ook kan gebruikgemaakt worden van een kop of schotel waarop afbeeldingen staan van bijvoorbeeld de dierenriem, speelkaarten of andere symbolen. De afbeeldingen die niet met koffiedik bedekt zijn, zijn op de cliënt van toepassing.

## Scepsis
Tasseografie wordt tegenwoordig met veel scepsis bejegend. Zo zou het een vorm van oplichterij zijn waarbij gebruikgemaakt wordt van hot- en cold readingtechnieken. Een gewiekste waarzegger kan de client eerst uithoren tijdens het drinken van de te nuttigen drank waarna deze precies weet wat de cliënt wil horen.
De uitdrukkingen "Dat is voor mij koffiedik kijken" of "Dat heb je zeker in het koffiedik gezien" worden vaak gebruikt om aan te geven dat een voorspelling niet te doen is of iemands verhaal ongeloofwaardig is.